# 贾里德·塔伦特
贾里德·塔伦特（英語：Jared Tallent，1984年10月17日—）生於巴拉腊特，澳大利亚竞走运动员，赢得2008年奥运会20公里競步铜牌、50公里競步银牌，以及2012年奥运会50公里競步金牌。